# Domingas dos Santos

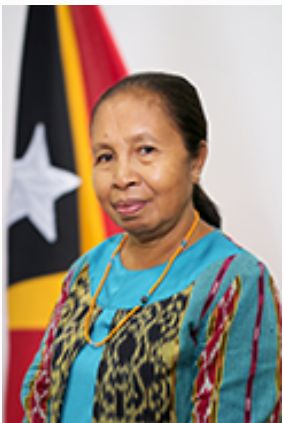
Domingas dos Santos

Domingas dos Santos (* 21. März 1959 in Tapo, Bobonaro, Portugiesisch-Timor) ist eine Politikerin aus Osttimor. Sie ist Mitglied der Partidu Libertasaun Popular (PLP).

## Werdegang
Santos hat die Sekundarschule abgeschlossen. Von 1979 bis 1994 arbeitete sie im Krankenhaus von Maliana, dann bis 1999 als Koordinatorin der Klinik Santa Cruz Maliana. 2000 gehörte Santos zu den von der Übergangsverwaltung der Vereinten Nationen für Osttimor (UNTAET) eingesetzten Mitgliedern des Distriktsrates von Bobonaro.
Von 1998 bis 2004 war Santos Präsidentin der Organisação Mulher Timorense (OMT), von 2002 bis 2004 Regionalkommissarin der CAVR, von 2005 bis 2007 Moderatorin des Nationalen Demokratischen Instituts (NDI), von 2007 bis 2010 Distriktskoordinatorin des Peace Dividend Trust (PDT), von 2006 bis 2018 Präsidentin der Associação Apostolado da Oraçção und von 2010 bis 2014 Vizepräsidentin der neugegründeten Handelskammer (CCI).
Seit 2008 ist Santos Präsidentin der Credit União Lanamona und Distriktspräsidentin der Associação Feto Potencial.
Als unabhängige Kandidatin trat sie als Vertreterin für Bobonaro bei der Wahl der verfassunggebenden Versammlung 2001 an. Sie erhielt nur 401 Stimmen (1,3 %).
Bei den Parlamentswahlen 2017 kandidierte Santos auf Platz 15 der Liste der PLP. Die Partei gewann aber nur acht Sitze. Bei den vorgezogenen Neuwahlen 2018 stand sie auf Platz 54 der Aliança para Mudança e Progresso (AMP), zu der auch die PLP gehört. Auch diesmal verfehlte sie einen Sitz im Parlament, konnte aber nach dem Tod des PLP-Abgeordneten Sabino Soares am 1. Februar 2021 in das Parlament nachrücken. Santos wurde Mitglied der Kommission für Bildung, Jugend, Kultur und Bürgerrechte (Kommission G). Am 20. Juli 2021 wurde Santos zur Sekretärin der Ständigen Kommission des Parlaments gewählt, die während der Parlamentspause bis September arbeitete.
Bei den Parlamentswahlen 2023 gelang Santos auf Listenplatz 12 der PLP der Wiedereinzug nicht, da die Partei nur vier Sitze gewann.